# 메르켈세포암종
메르켈세포암종(Merkel-cell carcinoma, MCC)은 인구 100만 명당 약 3명에게서 발생하는 희귀하고 공격적인 피부암이다. 이는 피부 APUD종, 피부의 원발성 신경내분비 종양, 피부의 원발성 소세포 암종, 피부의 섬유주 암종으로도 알려져 있다. MCC 발병과 관련된 요인으로는 메르켈세포 폴리오마바이러스(MCPyV 또는 MCV), 약화된 면역체계, 자외선 노출 등이 있다. 메르켈 세포 암종은 일반적으로 머리, 목, 사지뿐만 아니라 항문 주위와 눈꺼풀에도 발생한다. 60세 이상의 사람, 백인, 남성에게 더 흔하다. MCC는 어린이에게는 덜 일반적이다.

## 저명한 환자
- 지미 버핏
- 맥스 퍼루츠
- 조 자비눌